# Sidi Bel Abbès

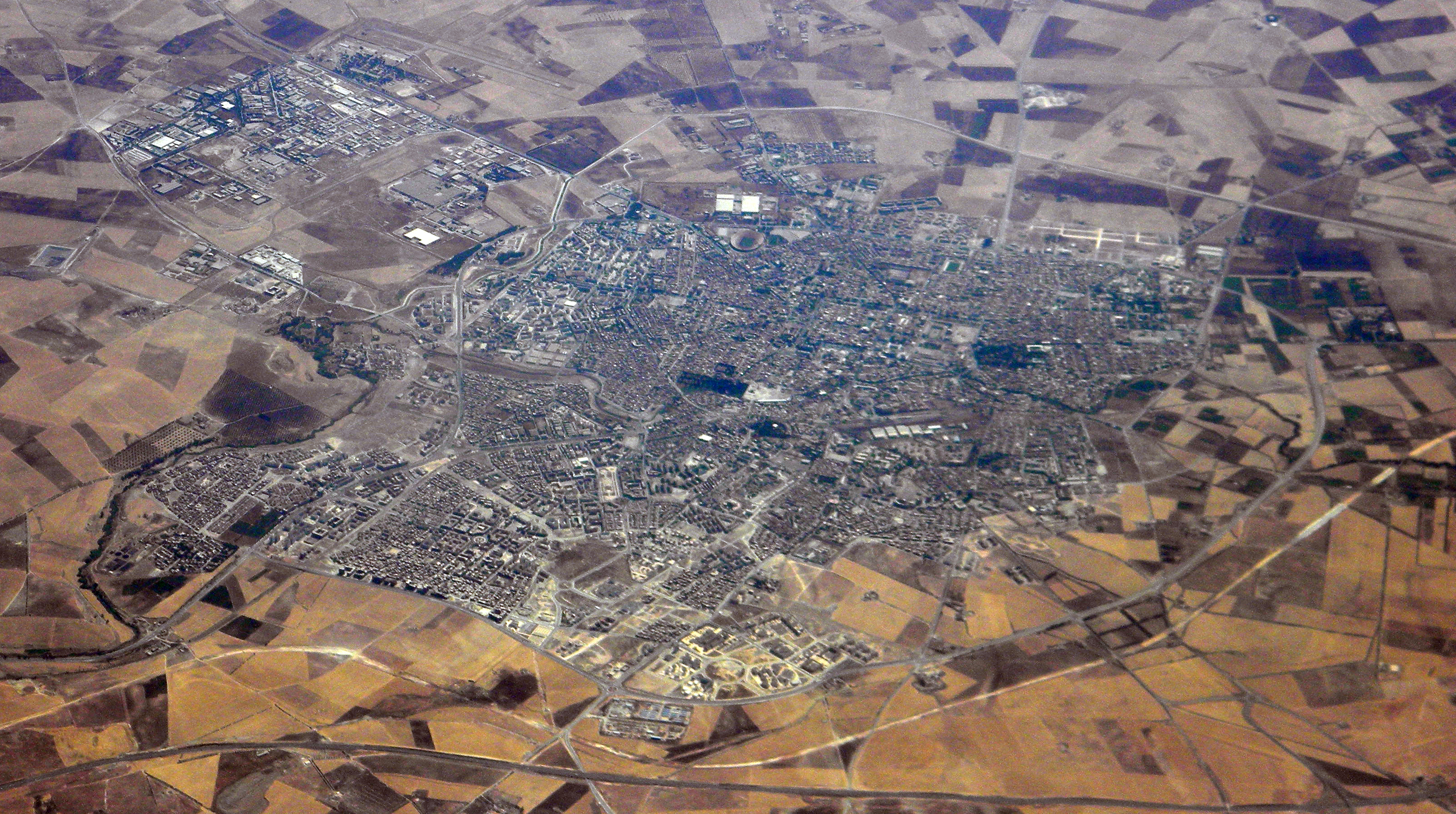
Vista aérea

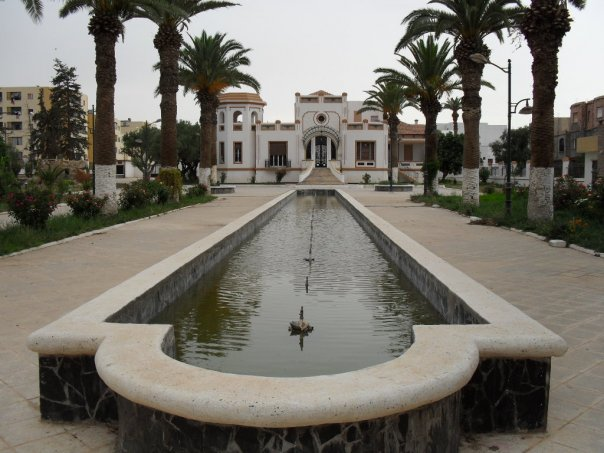
Escola de Belas Artes de Sidi Bel Abbès

Sidi Bel Abbès (em árabe: سيدي بلعباس) é uma cidade do norte da Argélia, capital da província homônima. Tem cerca de 200 000 habitantes e deve o seu nome a Sidi Bel Abbès, um marabuto (santo muçumano) que está enterrado lá. A cidade é o centro comercial de uma importante área de vinhas, hortas, pomares e campos de cereais, existindo também uma universidade. No passado era rodeada por uma muralha com quatro portas.
Está bem conectada a outras cidades argelinas por estradas e ferrovias. Orã é a 70 quilômetros ao norte e Tremecém é a 90 quilômetros a oeste de Sidi Bel Abbès e a 75 quilômetros do mar Mediterrâneo. O aeroporto mais próximo é em Orã.

## História
A cidade, na margem do rio uádi Mékerra, desenvolveu-se em torno de um acampamento francês construído em 1843. Até 1962, a cidade esteve intimamente associada com a Legião Estrangeira Francesa, que tinha ali um campo de treinamento básico e a sede de seu 1º Regimento Estrangeiro.